# Marnie
Marnie (br: Marnie: Confissões de uma Ladra) é um filme de mistério estadunidense de 1964, do gênero suspense psicológico, escrito e dirigido por Alfred Hitchcock. O roteiro de Jay Presson Allen foi baseado no romance de 1961, de mesmo nome, de Winston Graham. O filme é estrelado por Tippi Hedren e Sean Connery.
Este filme é considerado uma das obras primas de Hitchcock. O papel de Marnie foi oferecido para Grace Kelly, já princesa de Mônaco. Mas por pressão da imprensa e do marido Rainier III, Príncipe de Mônaco, Grace desistiu do filme. Alfred Hitchcock acabou oferecendo o papel para Tippi Hedren.
A música foi composta por Bernard Herrmann, o último das sete criticamente aclamadas trilhas sonoras de filmes de Hitchcock. Marnie também marcou o fim das colaborações de Hitchcock com o diretor de fotografia Robert Burks (seu 12º filme para Hitchcock) e o editor George Tomasini (que morreu no final do ano).

## Sinopse

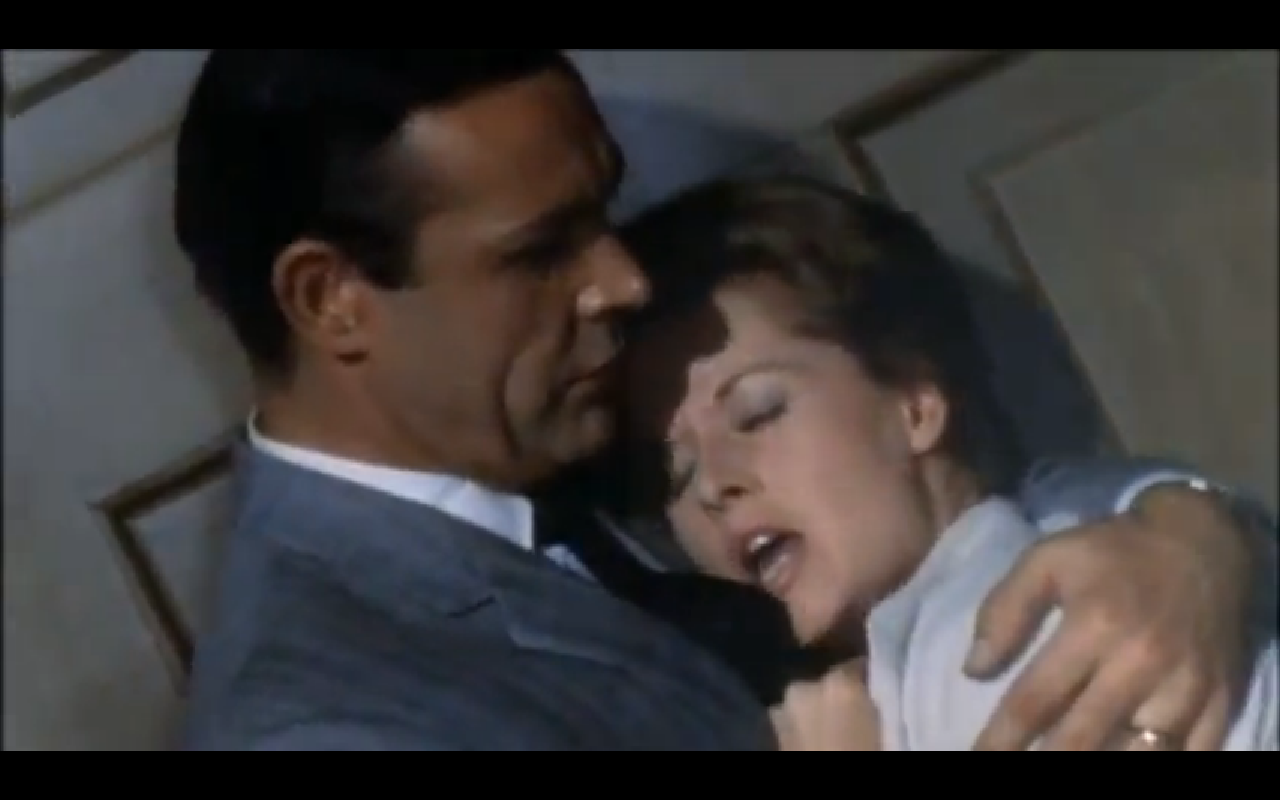
Connery e Hedren na cena da tempestade

Margaret "Marnie" Edgar (Tippi Hedren) uma mulher cleptomaníaca rouba US$9,960 da empresa de seu patrão e foge. Ela usara seus encantos em Sidney Strutt (Martin Gabel), consultor tributário, para conseguir um emprego de escriturário sem referências. Depois de mudar sua aparência e identidade, ela faz uma rápida viagem a um estábulo na Virgínia, onde mantém um cavalo chamado Forio, e depois a Baltimore para uma visita surpresa a sua mãe, Bernice (Louise Latham). Embora Bernice pareça se importar mais com uma jovem vizinha chamada Jessie do que com sua própria filha, Marnie dá seu dinheiro.
Quando Mark Rutland (Sean Connery), um viúvo rico que possui uma editora na Filadélfia, vê Strutt a negócios, ele descobre o roubo. Ele lembra Marnie de uma visita anterior. Sem saber disso, Marnie se candidata a um emprego na empresa de Mark; intrigado, ele a contrata como datilógrafa, e eles se vêem socialmente. Quando Marnie sofre um ataque de pânico durante uma tempestade, ele a abraça e a beija em silêncio. Marnie também tem sonhos ruins e uma fobia da cor vermelha.
Marnie repete seu crime na empresa de Mark, roubando uma grande quantia em dinheiro e fugindo. Mark a encontra no estábulo onde ela guarda Forio. Inesperadamente, ele a chantageia para se casar com ele, para desgosto da ex-cunhada de Mark, Lil (Diane Baker), que está de olho nele desde a morte da irmã. Lil descobre que ele está gastando extravagantemente com Marnie e fica desconfiada. Em seu cruzeiro de lua de mel, Marnie admite a Mark que não suporta ser "tocada por um homem". Mark começa respeitando seus desejos, mas depois, depois de dias de frustração, ele tira o vestido dela, perturbando-a. Quando ele vê como ela está congelada, ele a cobre com o roupão e pede desculpas, mas depois a estupra. Na manhã seguinte, ela tenta se afogar na piscina do navio, mas Mark consegue salvá-la.
Ao voltarem para casa, Mark descobre que a mãe de Marnie ainda está viva; ele contrata um detetive particular para descobrir tudo o que pode sobre a mulher. Enquanto isso, Lil ouve que Mark "pagou Strutt" em nome de Marnie, então ela maliciosamente convida Strutt para uma festa na casa de Mark. Lá, Strutt, furioso, reconhece Marnie, mas não a expõe depois que Mark ameaça levar seus negócios para outro lugar. Quando Marnie mais tarde admite assaltos adicionais, Mark se oferece para devolver todas as suas vítimas.
Convidada a cavalgar em uma caçada à raposa, Marnie se diverte, mas fica perturbada quando os cães encurralam a raposa e começam a puxá-la de seu esconderijo. Quando outro motociclista vestindo um casaco escarlate tradicional aparece, sua fobia entra em ação e ela foge de Forio. Após um galope selvagem, o cavalo cai e sofre uma lesão catastrófica, forçando Marnie a matá-lo. Enlouquecida de tristeza, Marnie vai ao escritório de Mark para roubar seu cofre novamente, mas desta vez, ela não pode fazer isso. Mark a surpreende e a incentiva a aceitar o dinheiro, mas ela ainda não pode.
Ele então leva Marnie para Baltimore para ver sua mãe e extrair dela a verdade sobre o passado de Marnie. É revelado que Bernice era uma prostituta. Quando Bernice ataca Mark histericamente, as lembranças suprimidas de Marnie surgem de repente. Ela lembra que quando criança, um marinheiro bêbado (Bruce Dern), um dos clientes de Bernice, tentara molestar Marnie durante uma tempestade. Bernice entrou no quarto e o pegou beijando Marnie. Bernice então o atacou. Assustada, Marnie atingiu o marinheiro com um pôquer da lareira. O sangue vermelho de sua ferida causou uma fobia dessa cor. Bernice calmamente admite tudo, e ela conta como conseguiu Marnie e o quanto ela sempre a amou. Agora, entendendo a fonte de seus medos, Marnie pergunta a Mark o que fazer; ele a deixa saber que ele está do lado dela e a defenderá. Ela responde: "Não quero ir para a cadeia; prefiro ficar com você".

## Elenco

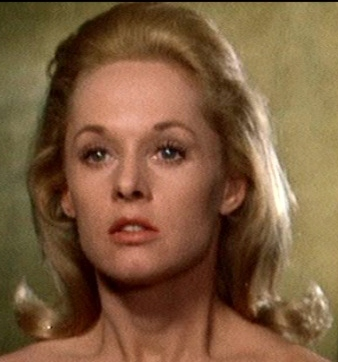
Tippi Hedren como Marnie Edgar
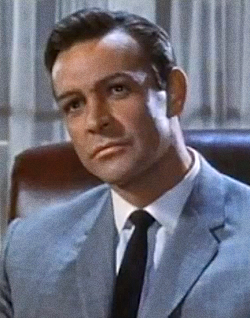
Sean Connery como Mark Rutland

- Tippi Hedren como Margaret "Marnie" Edgar
- Sean Connery como Mark Rutland
- Diane Baker como Lil Mainwaring, ex-cunhada de Mark
- Martin Gabel como Sidney Strutt, ex-chefe de Marnie
- Louise Latham como Bernice Edgar, mãe de Marnie
- Bob Sweeney como Bob, primo de Mark
- Alan Napier como Mr. Rutland, pai de Mark
- Mariette Hartley como Susan Clabon, colega de trabalho de Marnie
- Bruce Dern como marinheiro da infância de Marnie
- Meg Wyllie como Sra. Turpin
- Kimberly Beck como Jessica "Jessie" Cotton, a quem Bernice é babá (sem créditos)
- Melody Thomas Scott como jovem Marnie (sem créditos)
- Cameo de Alfred Hitchcock pode ser vista cinco minutos depois do filme, entrando pela esquerda de um saguão de hotel depois que Marnie passa.

## Produção

### Desenvolvimento e escrita

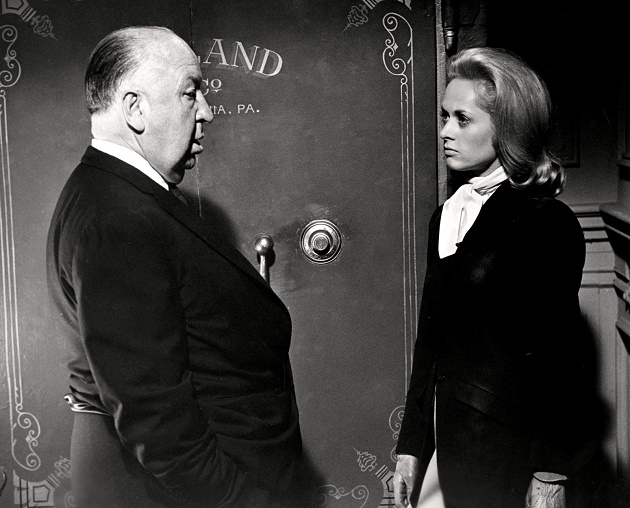
Hitchcock e Hedren durante as filmagens de Marnie

Alfred Hitchcock começou a desenvolver a adaptação cinematográfica do romance de Winston Graham, Marnie, em 1961. Ele contratou Joseph Stefano, roteirista de Psycho, lançado recentemente por Hitchcock , para trabalhar no roteiro. Stefano fez anotações extensas e escreveu um tratamento de 161 páginas. A primeira escolha do diretor para interpretar o papel principal, Grace Kelly, então Princesa Grace de Mônaco, se retirou do projeto quando os cidadãos de Mônaco se opuseram a ela aparecer em um filme, especialmente como uma ladra sexualmente perturbada. Além disso, quando Kelly se casou com o príncipe Rainier em 1956, ela não havia cumprido seu contrato com a MGM, o que poderia impedi-la de trabalhar em outro estúdio. Como conseqüência da saída de Kelly do filme, Hitchcock deixou de lado o trabalho em The Birds (1963).
Depois de completar The Birds, Hitchcock voltou à adaptação de Winston Graham. Evan Hunter, que havia escrito o roteiro de The Birds, desenvolveu Marnie com Hitchcock e escreveu vários rascunhos. Hunter estava descontente com a cena de estupro no romance original, pois sentiu que o público perderia simpatia pelo protagonista masculino. O diretor, no entanto, ficou entusiasmado com a cena, descrevendo a Hunter como ele pretendia filmá-la.
Hitch levantou as mãos da mesma maneira que os diretores fazem quando estão fazendo uma cena. Palmas para fora, dedos juntos, polegares estendidos e tocando para formar um quadrado perfeito. Movendo as mãos em direção ao meu rosto, como uma câmera que fotografa de perto, ele disse: "Evan, quando ele coloca nela, eu quero essa câmera bem no rosto dela.
Hunter escreveu um rascunho contendo a cena do estupro, mas também escreveu uma sequência substituta adicional, que ele pediu a Hitchcock que usasse. Hunter foi demitido do projeto em 1 de maio de 1963. Sua substituta, Jay Presson Allen, mais tarde disse a ele que "você acabou de se incomodar com a cena que foi a razão dele para fazer o filme. Você acabou de escrever seu ingresso para New York". Assim como Hunter não tinha conhecimento do trabalho anterior de Stefano sobre Marnie, Presson Allen não foi informada de que ela era a terceira escritora a trabalhar na adaptação.

### Elenco
Segundo o biógrafo real Craig Brown, Hitchcock ofereceu à princesa Grace o papel-título em março de 1962 e ela aceitou; mas em Mônaco, a reação ao anúncio foi categoricamente negativa. "Os monegascos não gostaram da ideia de sua princesa ser filmada beijando outro homem", escreveu Brown. "Mal sabiam que Hitchcock também tinha planos de estuprá-la." O anúncio de Grace de que ela doaria sua taxa de US$800,000 para instituições de caridade de Mônaco não fez nada para apaziguar os críticos, e ela desistiu do projeto em junho de 1962.
Após a notícia da indisponibilidade de Kelly, o papel de Marnie se tornou uma comissão muito procurada em Hollywood. Antes de Marilyn Monroe morrer, em 1962, ela expressou interesse em interpretar o personagem-título. “É uma ideia interessante,” Hitchcock admitiu de forma evasiva para Army Archerd da Variety. Em seu livro Hitchcock and the Making of Marnie, Tony Lee Moral revelou que um executivo de estúdio da Paramount Pictures sugeriu a atriz Lee Remick a Hitchcock para o papel-título. Hitchcock também considerou duas outras atrizes que estavam, como Hedren, sob seu contrato pessoal, Vera Miles e Claire Griswold, esposa do diretor/ator Sydney Pollack. Eva Marie Saint, estrela de North by Northwest de Hitchcock (1959), e Susan Hampshire também tiveram sucesso no papel. No final, Hitchcock optou por usar Tippi Hedren, uma modelo que ele já havia visto em um comercial para uma bebida dietética em 1961, depois lançada com sucesso em The Birds. Segundo Hedren, ele ofereceu a ela o papel de Marnie durante as filmagens de The Birds. Hedren disse ao escritor Moral que estava "impressionada" que Hitchcock lhe oferecesse esse "papel incrível", chamando-o de "uma oportunidade única na vida". Em 2005, mais de 40 anos após o lançamento do filme, Marnie era sua favorita dos dois filmes que fez com Hitchcock, por causa da personagem intrigante e complexa que ela interpretou.
O ator masculino Sean Connery estava preocupado que o contrato com a Eon Productions para os filmes de James Bond e não-Bond limitasse sua carreira e recusasse todos os filmes não-Bond que Eon lhe ofereceu. Quando perguntado o que ele queria fazer, Connery respondeu que queria trabalhar com Alfred Hitchcock, que Eon organizou através de seus contatos. Connery também chocou muitas pessoas na época, pedindo para ver um roteiro; algo que Connery fez porque estava preocupado em ser considerado um espião e não queria fazer uma variação dos filmes North by Northwest ou Notorious. Quando o agente de Hitchcock lhe disse que Cary Grant não pediu para ver nem um dos roteiros de Hitchcock, Connery respondeu: "Eu não sou Cary Grant". Hitchcock e Connery se deram bem durante as filmagens. Connery também disse que estava feliz com o filme "com certas reservas".
Marnie se tornou um marco por várias razões. Foi a última vez que uma "loira de Hitchcock" teria um papel central em um de seus filmes. Foi também a ocasião final em que ele trabalhou com vários de seus principais membros da equipe: diretor de fotografia Robert Burks, que morreu em 1968; o editor George Tomasini, que morreu logo após o lançamento de Marnie, e o compositor Bernard Herrmann, que foi demitido durante o próximo filme de Hitchcock, Torn Curtain (1966), quando os executivos de estúdio da Hitchcock e da Universal queriam uma música "pop" mais contemporânea.
Marnie continua a ter seus fãs. A atriz Catherine Deneuve indicou que gostaria de interpretar Marnie. A atriz Naomi Watts se vestiu de Marnie de Hedren (cujas roupas foram de Edith Head) para a edição de março de 2008 da revista Vanity Fair.
Embora elas tenham feito mãe e filha, Latham (42) tinha apenas oito anos a mais que Hedren (34). No roteiro, a mãe tinha apenas 15 anos a mais que a filha.

### Filmagem
Em um documentário para o lançamento do DVD, o gerente da unidade Hilton A. Green explica que as filmagens estavam agendadas para começar em 25 de novembro de 1963, mas tiveram que ser adiadas porque o país estava de luto por John F. Kennedy, que havia foi assassinado três dias antes.

### Música
Hitchcock notou uma forte semelhança entre a trilha de Herrmann para Joy in the Morning e Marnie e acreditava que Herrmann estava se repetindo. A música de Herrmann para Marnie incluiu trechos em seu álbum especial para a Decca Records. As letras foram escritas para o tema de Herrmann, que seriam cantadas por Nat King Cole.

## Recepção
As críticas contemporâneas foram confusas. Eugene Archer, do The New York Times, escreveu uma avaliação morna, chamando de "ao mesmo tempo um estudo fascinante de um relacionamento sexual e o filme mais decepcionante do mestre em anos". As principais críticas de Archer foram ao roteiro fraco e o elenco de "parentes recém-chegados" Hedren e Connery em papéis que "choram pelos talentos de Grace Kelly e Cary Grant". Uma resenha na Variety escreveu que a abertura foi lenta, mas depois que a história de Hitchcock "geralmente mantém a ação em ritmo acelerado - desde que o público possa ignorar certos aspectos intrigantes, como por que a dama se tornou uma ladra - e obtém fortes performances de suas duas estrelas e outros membros do elenco". Edith Oliver, do The New Yorker, chamou o filme de "um filme idiota e inútil, com duas performances terríveis nos papéis principais, e eu me diverti bastante assistindo-o. Há algo estimulante em Hitchcock no trabalho, mesmo quando ele está no seu pior". The Monthly Film Bulletin escreveu que o filme "abre de maneira brilhante", mas que "as coisas ficam fora de controle" após o casamento, "com ambos os principais atores se debatendo muito enquanto Hitchcock aumenta suas exigências sobre eles". A crítica sugeriu que "o problema parece ser que o filme fica entre os dois banquinhos de suspense direto (qual é o segredo de Marnie?) E o estudo completo da personagem que só seria possível com uma atriz mais experiente".
Atualmente, Marnie possui uma classificação de 82% no Rotten Tomatoes com base em 34 avaliações.
O filme foi um sucesso moderado nas bilheterias; arrecadou US$7 milhões nos cinemas, com um orçamento de US$3 milhões. Na América do Norte, ganhou aluguel estimado de US$3,250,000. Marnie foi o 22º filme de maior bilheteria em 1964.
Em um documentário de montagem do DVD, Robin Wood, autor de Hitchcock's Films Revisited, discute os efeitos especiais do filme como tendo suas raízes no expressionismo alemão:
[Hitchcock] trabalhou nos estúdios alemães a princípio, no período mudo. Muito cedo, quando começou a fazer filmes, ele viu os filmes mudos alemães de Fritz Lang; ele foi enormemente influenciado por isso, e Marnie é basicamente um filme expressionista de várias maneiras. Coisas como sujeiras escarlate na tela, retroprojeção e cenários, tempestades com aparência artificial - esses são dispositivos expressionistas e é preciso aceitá-los. Se alguém não os aceita, não entende e não pode gostar de Hitchcock.
Na pesquisa da Sight & Sound de 2012 dos melhores filmes já feitos, Marnie recebeu nove votos no total - seis (em 846) de críticos e três (de 358) de diretores.
Marnie foi descrita como um filme neo-noir por alguns autores.